# Artă monumentală
Artă monumentală este un film românesc din 1963. Este scris și regizat de Nina Behar.

## Primire
- 1964 - Marsilia - Festivalul filmului pentru tineret - Mențiunea de onoare a juriului
- 1965 - Paris - Festivalul filmului de arhitectură - Premiul revistei "Formes actuelles"[1]